# Raymond Sarmiento
 Raymond Sarmiento  , (nacido el 24 de julio de 1992) es un tenista profesional estadounidense.

## Carrera
Su mejor ranking individual es el N.º 1286 alcanzado el 16 de julio de 2012, mientras que en dobles logró la posición 963 el 12 de agosto de 2013.
No ha logrado hasta el momento títulos de la categoría ATP ni de la ATP Challenger Tour, aunque sí ha obtenido varios títulos Futures tanto en individuales como en dobles.